# Helena Falls (Waiheke Stream)
Die Helena Falls sind ein Wasserfall bislang nicht ermittelter Fallhöhe im Clutha District in der Region Otago auf der Südinsel Neuseelands. Er liegt küstennah im Lauf des Waiheke Stream, der unweit nach dem Wasserfall in südlicher Fließrichtung in den Pazifik mündet.